# Haslemere
Haslemere este un oraș în comitatul Surrey, regiunea South East, Anglia. Orașul se află în districtul Waverley.